# Dyskografia Jeffree Star
Artykuł przedstawia całkowitą dyskografię amerykańskiego wokalisty Jeffree Stara.

## Albumy studyjne
| Rok  | Album                                                                     | Najwyższa pozycja | Najwyższa pozycja         | Najwyższa pozycja                     | Najwyższa pozycja            |
| Rok  | Album                                                                     | Billboard 200     | Billboard Top Heatseekers | Billboard Top Dance/Electronic Albums | Billboard Independent Albums |
| ---- | ------------------------------------------------------------------------- | ----------------- | ------------------------- | ------------------------------------- | ---------------------------- |
| 2009 | Beauty Killer - Wydany: 22 września, 2009 - Formaty: CD, digital download | 122               | 2                         | 7                                     | 22                           |

## Minialbumy
| 2007                                     | Plastic Surgery Slumber Party - Wydany: 13 marca 2007 - Formaty: digital download     |   |   |
| 2008                                     | Cupcakes Taste like Violence - Wydany: 9 grudnia 2008 - Formaty: CD, digital download | 8 | 6 |
| 2010                                     | Untitled third extended play - Wydany: 14 lutego 2010                                 |   |   |
| "–" singel nie notowany bądź nie wydany. |                                                                                       |   |   |

## Single
| 2008                                     | "Heart Surgery Isn't That Bad..." - Wydany: 14 lutego 2008 | Okładka |                              |
| 2008                                     | "Lollipop Luxury" - Wydany: 18 listopada 2008              | Okładka | Cupcakes Taste Like Violence |
| 2009                                     | "Prisoner" - Wydany: 2 maja 2009                           | Okładka | Beauty Killer                |
| 2009                                     | "Love Rhymes With Fuck You" - Wydany: 30 czerwca 2009      | Okładka | Beauty Killer                |
| "–" singel nie notowany bądź nie wydany. |                                                            |         |                              |

### B-sides
| Rok  | Tytuł                                     | Okładka | A-side                            |
| ---- | ----------------------------------------- | ------- | --------------------------------- |
| 2008 | "I Hate Music" - Wydany: 17 kwietnia 2008 | Okładka | "Heart Surgery Isn't That Bad..." |
| 2009 | "Blush" - Wydany: –                       |         | TBC                               |

### Darmowe utwory
| Rok  | Tytuł                                                           | Okładka |
| ---- | --------------------------------------------------------------- | ------- |
| 2008 | "Starstruck" (feat. Danger Radio) - Wydany: 3 października 2008 |         |
| 2009 | "So Fierce" (Acoustic) - Wydany: 6 stycznia 2009                |         |
| 2009 | "Boom Boom Pow" (Remix) - Wydany: 21 kwietnia 2009              |         |

## Szczegółowa lista nagrań

### EPs
Plastic Surgery Slumber Party (Marzec 2007)
1. "Eyelash Curlers & Butcher Knives (What's the Difference?)" – 3:34
2. "Plastic Surgery Slumber Party" – 2:14
3. "Straight Boys" – 2:53
4. "Ice Cream" – 1:50
5. "We Want Cunt" – 3:15
6. "Plastic Surgery Slumber Party" (Mig's Restitched Remix) – 3:22

Cupcakes Taste Like Violence (Grudzień 2008)
1. "Miss Boombox" – 4:14
2. "Lollipop Luxury" – 4:07
3. "Cupcakes Taste Like Violence" – 3:19
4. "Picture Perfect!" – 4:06
5. "So Fierce" – 3:24
6. "Heart Surgery" (UVEV Remix) – 3:19

### Albumy
Beauty Killer (Wrzesień 2009)
1. "Get Away With Murder" – 3:42
2. "Prisoner" – 3:50
3. "Louis Vuitton Body Bag" (feat. Matt Skiba) – 3:14
4. "Beauty Killer" – 3:45
5. "Electric Sugar Pop" – 3:17
6. "Love Rhymes With Fuck You" – 4:01
7. "Bitch, Please!" – 3:16
8. "Lollipop Luxury" (feat. Nicki Minaj) – 3:37
9. "Get Physical" – 3:08
10. "Fame & Riches, Rehab Bitches" (feat. Breathe Carolina) – 3:08
11. "Fresh Meat" – 2:56
12. "Queen Of The Club Scene" – 3:46

    Utwory bonusowe
1. "Gorgeous" – 2:41
2. "Party Crusher" – 3:46
3. "God Hates Your Outfit" – 3:14

### Pozostałe
- "Blush" (TBR)
- "Boom Boom Pow" (Remix) – 2:42
- "Heart Surgery Isn't That Bad..." – 3:34
- "I Hate Music" – 2:20
- "So Fierce" (Acoustic) – 2:36
- "Starstruck" (feat. Danger Radio) – 2:58

### Niewydany materiał
- "Backseat Bushwack" (Live) (Avenue D cover)[6]
- "Don't Cha" (Sex Change Remix) – 4:42
- "Louis Vuitton" – 3:09
- "Size Of Your Boat"

## Teledyski
| Rok  | Tytuł                  | Reżyser | Album         |
| ---- | ---------------------- | ------- | ------------- |
| 2009 | "Get Away With Murder" | bd.     | Beauty Killer |

## Gościnne występy

### Utwory
| Rok  | Artysta                                                | Piosenka                        | Płyta                                |
| ---- | ------------------------------------------------------ | ------------------------------- | ------------------------------------ |
| 2006 | Hollywood Undead (feat. Jeffree Star)                  | "Turn off the Lights"           | Nie wydana                           |
| 2007 | Jeffree Star                                           | "Plastic Surgery Slumber Party" | True Colors: The Tour                |
| 2008 | Electric Valentine (feat. Jeffree Star)                | "Addicted To You"               | Friends With Benefits EP             |
| 2008 | Ultraviolet Sound (feat. Jeffree Star)                 | "Texxxt Bomb"                   | O.C.D                                |
| 2009 | IT BOYS! (feat. Jeffree Star)                          | "Just Dance"                    | Unreleased                           |
| 2009 | Larry Tee (feat. Jeffree Star)                         | "Louis Vuitton" (Blogula Remix) | Club Badd                            |
| 2009 | Jeffree Star                                           | "Prisoner"                      | Warped Tour 2009 Tour Compilation    |
| 2009 | Breathe Carolina (feat. Jeffree Star and Every Avenue) | "Have You Ever Danced?"         | Hello Fascination (Japanese edition) |
| 2009 | Deuce (feat. Jeffree Star and Nicki Minaj)             | "Freaky Now"                    | TBC                                  |
| 2009 | T. Mills (feat. Jeffree Star)                          | "Rich Girls" (Remix)            | TBC                                  |

### Teledyski
| Rok  | Artysta        | Utwór                    | Wytwórnia            | Reżyer           |
| ---- | -------------- | ------------------------ | -------------------- | ---------------- |
| 2006 | Godhead        | "Push"                   | Cement Shoes Records | Agata Alexander  |
| 2007 | Good Charlotte | "The River"              | Epic, Daylight       | Marc Webb        |
| 2007 | Amy Winehouse  | "Tears Dry on Their Own" | Island Records       | David LaChapelle |
| 2007 | The Autumns    | "Boys"                   | Bella Union          | Piper Ferguson   |
| 2007 | Aiden          | "One Love"               | Victory Records      | Nathan Cox       |
| 2008 | Metro Station  | "Shake It"               | Columbia             | Mark Hoppus      |

## Trasy koncertowe
| Rok  | Trasa                                                 | Kraj              |
| ---- | ----------------------------------------------------- | ----------------- |
| 2007 | "The Bamboozle" Music Fastival                        | USA               |
| 2007 | "True Colors Tour"                                    | USA, Kanada       |
| 2007 | "Jeffree Star Will Steal Your Man" UK Tour            | Wielka Brytania   |
| 2008 | "The Bamboozle" Music Fastival                        | USA               |
| 2008 | "Jeffree Star Will Steal Your Man" American Tour      | USA               |
| 2008 | "Warped Tour 2008" Summer Music Festival              | USA               |
| 2008 | "I'm So Fierce!" American Tour                        | USA               |
| 2009 | "I'm Pregnant, Let's Party!" European Tour            | Włochy, USA       |
| 2009 | "Warped Tour 2009" Summer Music Festival              | USA, Kanada       |
| 2009 | "I'm Pregnant, Let's Party!" American Tour            | USA               |
| 2009 | "I'm Cold, Keep Me Warm...Bitch!" North American Tour | USA, Kanada       |
| 2010 | Nowa trasa 2010                                       | Europa, Australia |